# 케빈 보그
케빈 보그(Kevin Borg, 1986년 6월 9일 ~ )는 몰타의 가수로, 《아이돌》 다섯번째 시즌의 우승자이다.